# القفجاق

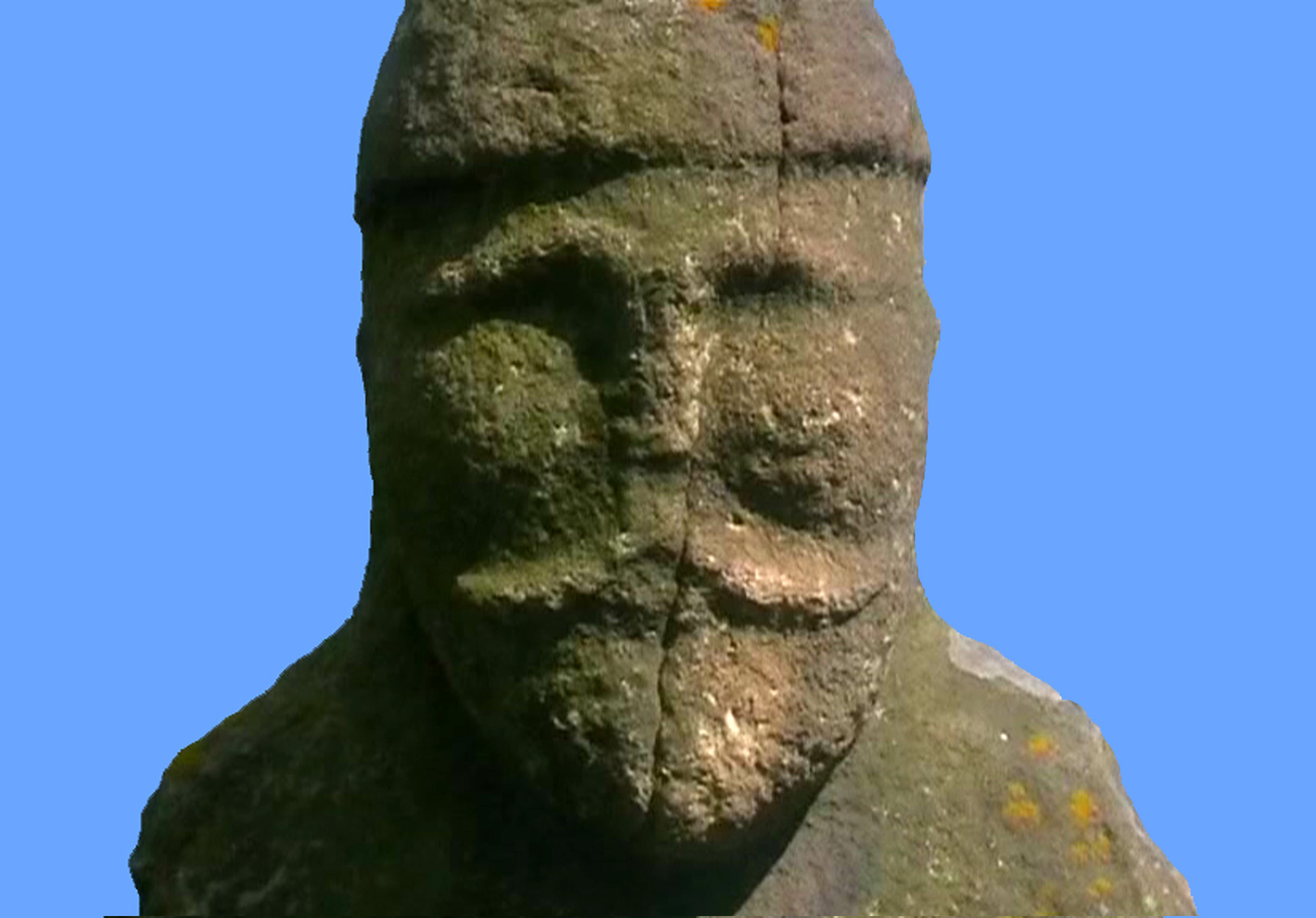
قبجاقي من القرن الثاني عشر في بالبال، لوهانسك.

القفجاق أو القبجاق تحالف من القبائل التركية في العصور الوسطى فتحوا مناطق شاسعة من السهب الأوراسي أثناء فترة التوسع التركي ما بين القرنين 11 و 13 ميلادي. أول ذكر لهم كان في القرن الثامن كجزء من الخاقانية التركية الثانية. على الأرجح سكنوا منطقة ألتاي حيث توسعوا على مدى القرون التالية، أولاً كجزء من خاقانية كيماك ولاحقًا كجزء من تحالف مع الكومان. تعرضوا للغزو المغولي في القرن 13 ميلادي. القفجاق هم الأصول الأولى لخانية القازاق.

## شخصيات معروفة
- المنصور سيف الدين قلاوون
- الظاهر بيبرس
- فارس الدين أقطاي الجمدار